# Ентоні Монтеро
Ентоні Хосе Монтеро Чирінос (ісп. Anthony José Montero Chirinos; нар. 24 травня 1997) — венесуельський борець вільного стилю, чемпіон та дворазовий бронзовий призер Панамериканських чемпіонатів, дворазовий чемпіон Південноамериканських ігор, срібний та бронзовий призер Центральноамериканських і Карибських ігор, бронзовий призер Центральноамериканського і Карибського чемпіонату, дворазовий чемпіон Боліваріанських ігор, учасник Олімпійських ігор.

## Спортивні результати на міжнародних змаганнях

### Виступи на Олімпіадах
| Змагання                    | Збірна    | Вагова категорія          | Місце |
| --------------------------- | --------- | ------------------------- | ----- |
| Літні Олімпійські ігри 2024 | Венесуела | вільна боротьба, до 74 кг | 16    |

### Виступи на Чемпіонатах світу
| Змагання                        | Збірна    | Вагова категорія          | Місце |
| ------------------------------- | --------- | ------------------------- | ----- |
| Чемпіонат світу з боротьби 2019 | Венесуела | вільна боротьба, до 74 кг | 32    |
| Чемпіонат світу з боротьби 2023 | Венесуела | вільна боротьба, до 74 кг | 25    |

### Виступи на Панамериканських чемпіонатах
| Змагання                                   | Збірна    | Вагова категорія          | Місце  |
| ------------------------------------------ | --------- | ------------------------- | ------ |
| Панамериканський чемпіонат з боротьби 2016 | Венесуела | вільна боротьба, до 65 кг | Золото |
| Панамериканський чемпіонат з боротьби 2018 | Венесуела | вільна боротьба, до 70 кг | 5      |
| Панамериканський чемпіонат з боротьби 2019 | Венесуела | вільна боротьба, до 65 кг | 11     |
| Панамериканський чемпіонат з боротьби 2020 | Венесуела | вільна боротьба, до 74 кг | Бронза |
| Панамериканський чемпіонат з боротьби 2023 | Венесуела | вільна боротьба, до 74 кг | 5      |
| Панамериканський чемпіонат з боротьби 2024 | Венесуела | вільна боротьба, до 74 кг | Бронза |

### Виступи на Південноамериканських іграх
| Змагання                       | Збірна    | Вагова категорія          | Місце  |
| ------------------------------ | --------- | ------------------------- | ------ |
| Південноамериканські ігри 2018 | Венесуела | вільна боротьба, до 65 кг | Золото |
| Південноамериканські ігри 2022 | Венесуела | вільна боротьба, до 74 кг | Золото |

### Виступи на Центральноамериканських і Карибських іграх
| Змагання                                     | Збірна    | Вагова категорія          | Місце  |
| -------------------------------------------- | --------- | ------------------------- | ------ |
| Центральноамериканські і Карибські ігри 2018 | Венесуела | вільна боротьба, до 65 кг | Бронза |
| Центральноамериканські і Карибські ігри 2023 | Венесуела | вільна боротьба, до 74 кг | Срібло |

### Виступи на Центральноамериканських і Карибських чемпіонатах
| Змагання                                                       | Збірна    | Вагова категорія          | Місце  |
| -------------------------------------------------------------- | --------- | ------------------------- | ------ |
| Центральноамериканський і Карибський чемпіонат з боротьби 2018 | Венесуела | вільна боротьба, до 65 кг | Бронза |

### Виступи на Боліваріанських іграх
| Змагання                 | Збірна    | Вагова категорія          | Місце  |
| ------------------------ | --------- | ------------------------- | ------ |
| Боліваріанські ігри 2017 | Венесуела | вільна боротьба, до 65 кг | Золото |
| Боліваріанські ігри 2022 | Венесуела | вільна боротьба, до 74 кг | Золото |

### Виступи на інших змаганнях
| Змагання                                                        | Збірна    | Вагова категорія          | Місце  |
| --------------------------------------------------------------- | --------- | ------------------------- | ------ |
| Золотий Гран-прі з боротьби 2015                                | Венесуела | вільна боротьба, до 65 кг | 5      |
| Гран-прі Парижа з боротьби 2016                                 | Венесуела | вільна боротьба, до 65 кг | 8      |
| Олімпійський кваліфікаційний турнір з боротьби 2016 (Фріско)    | Венесуела | вільна боротьба, до 65 кг |        |
| Cerro Pelado International 2018                                 | Венесуела | вільна боротьба, до 65 кг | 12     |
| Олімпійський кваліфікаційний турнір з боротьби 2020 (Оттава)    | Венесуела | вільна боротьба, до 74 кг | 5      |
| Турнір міста Сассарі з боротьби 2023                            | Венесуела | вільна боротьба, до 74 кг | Срібло |
| Відкритий чемпіонат Загреба з боротьби 2024                     | Венесуела | вільна боротьба, до 74 кг | 16     |
| Олімпійський кваліфікаційний турнір з боротьби 2024 (Акапулько) | Венесуела | вільна боротьба, до 74 кг | Золото |
| Меморіал Імре Поляка та Яноша Варги 2024                        | Венесуела | вільна боротьба, до 74 кг | 7      |
| Меморіал Маттео Пелліконе 2024                                  | Венесуела | вільна боротьба, до 74 кг | Срібло |
| Гран-прі Іспанії з боротьби 2024                                | Венесуела | вільна боротьба, до 74 кг | Срібло |

### Виступи на змаганнях молодших вікових груп
| Змагання                                                 | Збірна    | Вагова категорія          | Місце  |
| -------------------------------------------------------- | --------- | ------------------------- | ------ |
| Панамериканський чемпіонат з боротьби серед кадетів 2013 | Венесуела | вільна боротьба, до 63 кг | Золото |
| Чемпіонат світу з боротьби серед кадетів 2013            | Венесуела | вільна боротьба, до 63 кг | 14     |
| Панамериканський чемпіонат з боротьби серед кадетів 2014 | Венесуела | вільна боротьба, до 63 кг | Золото |
| Літні юнацькі Олімпійські ігри 2014                      | Венесуела | вільна боротьба, до 63 кг | Срібло |
| Панамериканський чемпіонат з боротьби серед юніорів 2015 | Венесуела | вільна боротьба, до 66 кг | Срібло |
| Чемпіонат світу з боротьби серед юніорів 2015            | Венесуела | вільна боротьба, до 66 кг | 7      |
| Панамериканський чемпіонат з боротьби серед юніорів 2016 | Венесуела | вільна боротьба, до 66 кг | 12     |
| Панамериканський чемпіонат з боротьби серед юніорів 2016 | Венесуела | вільна боротьба, до 66 кг | Золото |
| Панамериканський чемпіонат з боротьби серед юніорів 2017 | Венесуела | вільна боротьба, до 66 кг | Золото |